# Leichtathletik-Länderkampf der Männer 1972 Schweiz – BR Deutschland
| 16. Leichtathletik-Länderkampf mit bundesdeutscher Beteiligung 1972 | 16. Leichtathletik-Länderkampf mit bundesdeutscher Beteiligung 1972 |
| ------------------------------------------------------------------- | ------------------------------------------------------------------- |
|                                                                     |                                                                     |
| Ländervergleich der Männer: Schweiz – BR Deutschland                |                                                                     |
| Austragungsort                                                      | Zürich                                                              |
| Wettbewerbe                                                         | 20                                                                  |
| Datum                                                               | 12./13. August                                                      |
| 1. FRG 2. SUI                                                       | 275 Punkte 134 Punkte                                               |
| Chronik                                                             |                                                                     |
| ← FRG-DNK/IRL-FRG (M)                                               | SUI-FRG (F) →                                                       |

Im sechzehnten Vergleich des Länderkampfjahres 1972 trafen die bundesdeutschen Männer am 12./13. August in Zürich auf die Schweiz. Es war der Gegner, mit dem in der Vergangenheit am häufigsten Länderkämpfe ausgetragen worden waren. Ohne Zählung der Geher-, Straßenlauf- und Zehnkampf-Begegnungen sowie Vergleichen mit mehr als zwei beteiligten Ländern war dies der 29. Wettkampf in einem Zweiländerkampf mit der Schweiz. In fast all diesen traditionellen Treffen der beiden Nationen hatte Deutschland gesiegt, nur 1955 hatten die Schweizer Sportler vorne gelegen, als die Bundesrepublik gleichzeitig noch zwei weitere Vergleiche mit den Niederlanden und mit Dänemark durchgeführt und damit drei verschiedene Teams zu stellen hatte. Die Frauen der beiden Nationen trugen gleichzeitig am selben Ort einen Länderkampf miteinander aus.
Die Länderkämpfe der Männer und der Frauen gegen die Schweiz waren die letzten vor den Olympischen Spielen in München.

## Wettbewerbe und Modus
Auf dem Programm standen die bei Länderkämpfen üblichen zwanzig Wettbewerbe. Aus dem olympischen Wettbewerbskatalog fehlten nur der Marathonlauf, die beiden Gehdisziplien und der Zehnkampf. Jedes Team wurde diesmal durch drei Teilnehmer pro Wettbewerb vertreten. Die Wertung erfolgte über folgende Punkteverteilung: 1. Platz: 7 Punkte / 2. Pl.: 5 P. / 3. Pl.: 4 P. / 4. Pl.: 3 P. / … – Staffeln: 1. Pl.: 5 P. / 2. Pl.: 2 P.

## Ergebnis
Gegen ein starkes bundesdeutsches Team standen die Schweizer Athleten auf verlorenem Posten. Mit dem Sieg im 1500-Meter-Lauf gab es einen einzigen Disziplinerfolg für die Schweiz. Alle weiteren neunzehn Wettbewerbe verbuchten die bundesdeutschen Sportler auf ihrem Konto. Achtzehn Dreifacherfolge wären möglich gewesen, zehn Mal lagen die bundesdeutschen Vertreter auf den Rängen eins bis drei. So fiel der Sieg der Bundesrepublik Deutschland mit 275 zu 134 Punkten diesmal ausgesprochen deutlich aus.

## Legende
Kurze Übersicht zur Bedeutung der Symbolik – so üblicherweise auch in sonstigen Veröffentlichungen verwendet:
| DNF | nicht im Ziel (did not finish) |

## Resultate

### 100 m
| Platz | Athlet            | Land | Zeit (s) |
| ----- | ----------------- | ---- | -------- |
| 1     | Gerhard Wucherer  | FRG  | 10,3     |
| 2     | Jobst Hirscht     | FRG  | 10,4     |
| 3     | Karlheinz Klotz   | FRG  | 10,4     |
| 4     | Hansruedi Wiedmer | SUI  | 10,6     |
| 5     | Peter Muster      | SUI  | 10,7     |
| 6     | Philippe Clerc    | SUI  | 10,8     |

Datum: 12. August

### 200 m
| Platz | Athlet            | Land | Zeit (s) |
| ----- | ----------------- | ---- | -------- |
| 1     | Manfred Ommer     | FRG  | 21,0     |
| 2     | Karl Honz         | FRG  | 21,1     |
| 3     | Philippe Clerc    | SUI  | 21,2     |
| 4     | Klaus Ehl         | FRG  | 21,3     |
| 5     | Peter Muster      | SUI  | 21,4     |
| 6     | Hansruedi Wiedmer | SUI  | 21,6     |

Datum: 13. August

### 400 m
| Platz | Athlet               | Land | Zeit (s) |
| ----- | -------------------- | ---- | -------- |
| 1     | Martin Jellinghaus   | FRG  | 46,1     |
| 2     | Georg Nückles        | FRG  | 46,1     |
| 3     | Falko Geiger         | FRG  | 46,6     |
| 4     | Willy Aubry          | SUI  | 47,4     |
| 5     | Andreas Rothenbühler | SUI  | 47,7     |
| 6     | Herbert Schmld       | SUI  | 48,2     |

Datum: 12. August

### 800 m
| Platz | Athlet             | Land | Zeit (min) |
| ----- | ------------------ | ---- | ---------- |
| 1     | Franz-Josef Kemper | FRG  | 1:48,3     |
| 2     | Rolf Gysin         | SUI  | 1:48,4     |
| 3     | Bodo Tümmler       | FRG  | 1:48,8     |
| 4     | Hans-Peter Wieland | FRG  | 1:48,9     |
| 5     | Rolf Winiger       | SUI  | 1:51,1     |
| 6     | Paul Grünlg        | SUI  | 1:54,4     |

Datum: 12. August

### 1500 m
| Platz | Athlet           | Land | Zeit (min)          |
| ----- | ---------------- | ---- | ------------------- |
| 1     | Werner Meier     | SUI  | 3:43,9              |
| 2     | Arnd Krüger      | FRG  | 3:45,8              |
| 3     | Hanspeter Feller | SUI  | 3:45,9              |
| 4     | Dirk Stratmann   | FRG  | 3:46,4              |
| 5     | Michel Jossen    | SUI  | 3:51,6              |
| DNF   | Walter Adams     | FRG  | verletzt nach 800 m |

Datum: 13. August

### 5000 m
| Platz | Athlet            | Land | Zeit (min) |
| ----- | ----------------- | ---- | ---------- |
| 1     | Manfred Letzerich | FRG  | 14:19,8    |
| 2     | Jürgen May        | FRG  | 14:20,0    |
| 3     | Günter Mielke     | FRG  | 14:20,0    |
| 4     | Toni Zimmermann   | SUI  | 14:31,4    |
| 5     | Josef Fähndrich   | SUI  | 14:49,6    |
| 6     | Toni Feldmann     | SUI  | 14:56,8    |

Datum: 13. August

### 10.000 m
| Platz | Athlet           | Land | Zeit (min) |
| ----- | ---------------- | ---- | ---------- |
| 1     | Paul Angenvoorth | FRG  | 29:01,4    |
| 2     | Werner Dossegger | SUI  | 29:02,2    |
| 3     | Manfred Steffny  | FRG  | 29:06,8    |
| 4     | Albrecht Moser   | SUI  | 29:08,2    |
| 5     | Lutz Philipp     | FRG  | 29:35,2    |
| 6     | Raymond Corbaz   | SUI  | 30:56,0    |

Datum: 12. August

### 110 m Hürden
| Platz | Athlet           | Land | Zeit (s) |
| ----- | ---------------- | ---- | -------- |
| 1     | Günther Nickel   | FRG  | 14,0     |
| 2     | Manfred Schumann | FRG  | 14,1     |
| 3     | Eckart Berkes    | FRG  | 14,1     |
| 4     | Beat Pfister     | SUI  | 14,2     |
| 5     | Daniel Riedo     | SUI  | 14,2     |
| 6     | Beat Hoffmänner  | SUI  | 14,3     |

Datum: 12. August

### 400 m Hürden
| Platz | Athlet          | Land | Zeit (s) |
| ----- | --------------- | ---- | -------- |
| 1     | Rainer Schubert | FRG  | 50,4     |
| 2     | Dieter Büttner  | FRG  | 50,6     |
| 3     | Hansjörg Wirz   | SUI  | 50,7     |
| 4     | Werner Reibert  | FRG  | 51,4     |
| 5     | Heinz Hofer     | SUI  | 51,6     |
| 6     | Hansjörg Haas   | SUI  | 53,0     |

Datum: 13. August

### 3000 m Hindernis
| Platz | Athlet               | Land | Zeit (min) |
| ----- | -------------------- | ---- | ---------- |
| 1     | Willi Wagner         | FRG  | 8:35,8     |
| 2     | Hans Menet           | SUI  | 8:38,0     |
| 3     | Georg Kaiser         | SUI  | 8:38,0     |
| 4     | Hans-Dieter Schulten | FRG  | 8:41,6     |
| 5     | Willi Maier          | FRG  | 8:54,8     |
| 6     | Nikolaus Minnig      | SUI  | 9:01,4     |

Datum: 13. August

### 4 × 100 m Staffel
| Platz | Besetzung      | Land                                                     | Zeit (s) |
| ----- | -------------- | -------------------------------------------------------- | -------- |
| 1     | BR Deutschland | Gerhard Wucherer Manfred Ommer Karlheinz Klotz Klaus Ehl | 38,9     |
| 2     | Schweiz        | Peter Muster Hansruedi Wiedmer Reto Diezi Brunner        | 40,3     |

Datum: 12. August

### 4 × 400 m Staffel
| Platz | Besetzung      | Land                                                                 | Zeit (min) |
| ----- | -------------- | -------------------------------------------------------------------- | ---------- |
| 1     | BR Deutschland | Horst-Rüdiger Schlöske Hermann Köhler Bernd Herrmann Rainer Schubert | 3:06,8     |
| 2     | Schweiz        | Konstantin Vogt Heini Vogler Andreas Rothenbühler Willy Aubry        | 3:11,9     |

Datum: 13. August

### Hochsprung
| Platz | Athlet           | Land | Höhe (m) |
| ----- | ---------------- | ---- | -------- |
| 1     | Hermann Magerl   | FRG  | 2,22     |
| 2     | Ingomar Sieghart | FRG  | 2,15     |
| 3     | Michel Patry     | SUI  | 2,10     |
| 4     | Hans Habegger    | SUI  | 2,05     |
| 5     | Lothar Doster    | FRG  | 2,05     |
| 6     | Peter Märchy     | SUI  | 2,05     |

Datum: 12. August

### Stabhochsprung
| Platz | Athlet            | Land | Höhe (m) |
| ----- | ----------------- | ---- | -------- |
| 1     | Reinhard Kuretzky | FRG  | 5,20     |
| 2     | Volker Ohl        | FRG  | 5,20     |
| 3     | Heinz Busche      | FRG  | 5,00     |
| 4     | Peter von Arx     | SUI  | 4,80     |
| 5     | Philipp Andres    | SUI  | 4,60     |
| 6     | Martin Schnuller  | SUI  | 4,40     |

Datum: 13. August

### Weitsprung
| Platz | Athlet            | Land | Weite (m) |
| ----- | ----------------- | ---- | --------- |
| 1     | Josef Schwarz     | FRG  | 7,98      |
| 2     | Hans Baumgartner  | FRG  | 7,87      |
| 3     | Andreas Gloerfeld | FRG  | 7,86      |
| 4     | Rolf Bernhard     | SUI  | 7,57      |
| 5     | Linus Rebmann     | SUI  | 7,53      |
| 6     | André Frutig      | SUI  | 7,53      |

Datum: 12. August

### Dreisprung
| Platz | Athlet         | Land | Weite (m) |
| ----- | -------------- | ---- | --------- |
| 1     | Michael Sauer  | FRG  | 15,98     |
| 2     | Joachim Kugler | FRG  | 15,82     |
| 3     | Richard Kick   | FRG  | 15,53     |
| 4     | Toni Tauber    | SUI  | 15,32     |
| 5     | Marco Lardi    | SUI  | 14,95     |
| 6     | Max Rutz       | SUI  | 14,78     |

Datum: 12. August

### Kugelstoßen
| Platz | Athlet               | Land | Weite (m) |
| ----- | -------------------- | ---- | --------- |
| 1     | Ralf Reichenbach     | FRG  | 19,73     |
| 2     | Traugott Glöckler    | FRG  | 19,44     |
| 3     | Heinfried Birlenbach | FRG  | 19,42     |
| 4     | Edy Hubacher         | SUI  | 18,17     |
| 5     | Jean-Pierre Egger    | SUI  | 18,04     |
| 6     | Erich Lüscher        | SUI  | 15,71     |

Datum: 12. August

### Diskuswurf
| Platz | Athlet               | Land | Weite (m) |
| ----- | -------------------- | ---- | --------- |
| 1     | Klaus-Peter Hennig   | FRG  | 60,24     |
| 2     | Hein-Direck Neu      | FRG  | 57,62     |
| 3     | Karl-Heinz Steinmetz | FRG  | 54,08     |
| 4     | Paul Frauchiger      | SUI  | 51,34     |
| 5     | Edy Hubacher         | SUI  | 50,30     |
| 6     | Heinz Schenker       | SUI  | 43,66     |

Datum: 12. August

### Hammerwurf
| Platz | Athlet             | Land | Weite (m) |
| ----- | ------------------ | ---- | --------- |
| 1     | Edwin Klein        | FRG  | 70,66     |
| 2     | Uwe Beyer          | FRG  | 70,16     |
| 3     | Lutz Caspers       | FRG  | 68,90     |
| 4     | Ernst Ammann       | SUI  | 65,76     |
| 5     | Hugo Rothenbühler  | SUI  | 60,62     |
| 6     | Peter Stiefenhofer | SUI  | 58,00     |

Datum: 13. August

### Speerwurf
| Platz | Athlet           | Land | Weite (m) |
| ----- | ---------------- | ---- | --------- |
| 1     | Klaus Wolfermann | FRG  | 86,40     |
| 2     | Urs von Wartburg | SUI  | 81,06     |
| 3     | Günter Glasauer  | FRG  | 75,54     |
| 4     | Hanno Struse     | FRG  | 73,88     |
| 5     | Peter Maync      | SUI  | 72,64     |
| 6     | Rudoll Steiner   | SUI  | 66,12     |

Datum: 13. August